# Tramwaje w Sorocabie
Tramwaje w Sorocabie − zlikwidowany system komunikacji tramwajowej w brazylijskim mieście Sorocaba, działający w latach 1915−1966.

## Historia

### Miejskie tramwaje
System tramwajowy w Sorocabie wybudowała i eksploatowała spółka São Paulo Electric Company. Do obsługi linii zakupiono trzy tramwaje  (nr 1, 2, 3) w firmie JG Brill oraz trzy używane tramwaje o konstrukcji otwartej z São Paulo (nr 50, 52, 54). Pierwsze tramwaje na ulice Sorocaby wyjechały 30 grudnia 1915. W planach była budowa podmiejskiej linii o długości 22 km do Salto de Pirapora. Maksymalną długość 7 km sieć tramwajowa osiągnęła w 1928. Sieć tramwajową zamknięto 14 lipca 1959. Po zamknięciu sieci wagon o nr 3 przekazano do obsługi podmiejskiej linii do Votorantim. 

### Linia Sorocaba − Votorantim
1 stycznia 1893 otwarto wąskotorową (600 mm) linię o trakcji parowej. Linia o długości 7 km połączyła stację kolejową Paula Souza w Sorocabie z Votorantim i Santa Helena. Główną przyczyną dla której zbudowano linię była potrzeba dowożenia pracowników do pobliskich zakładów przemysłowych.  W 1920 zmieniono rozstaw szyn na linii z 600 mm na 1000 mm. Na początku lat 20. XX w. zakupiono w firmie JG Brill trzy wagony silnikowe i dwa wagony doczepne. Otwarcie zelektryfikowanej linii nastąpiło 4 lutego 1922. W kolejnych latach linię wydłużono do Itupararangi. Operatorem na linii od początku jej istnienia była spółka Estrada de Ferro Elétrica Votorantim. W 1966 zlikwidowano połączenia dla mieszkańców okolicznych miejscowości, a w 1977 zlikwidowano także połączenia dla pracowników. Sieć trakcyjną zdemontowano w 1986. 